# Rustaq (Distrikt in Afghanistan)
Rustaq oder Rustak ist ein afghanischer Distrikt in der Provinz Tachar. Die Fläche beträgt 1.824 Quadratkilometer und die Einwohnerzahl 192.900 (Stand: 2022).
Der Sitz der Verwaltung ist die gleichnamige Stadt Rustaq.